# Hodegetria
De Hodegetria (Grieks: οδηγήτρια: Zij-die-de-weg-wijst) zou het oudste type icoon van de Moeder Gods of Maria zijn. Volgens een legende zou de evangelist Lucas aan een portret van de Maagd Maria begonnen zijn, maar door een wonder werd de icoon vanzelf voltooid.
De namen die men in het Oosters christendom aan de Moeder Gods geeft zijn zeer typerend: men noemt haar Panaghía (de Al-heilige) of Theotókos (die-God-gebaard-heeft) of Mètèr Theou (Moeder Gods). Bij elke uitbeelding van de Moeder Gods staat als monogram ΜΗΡ ΘΥ, de afkorting van de titel Μη[τή]ρ Θ[εο]ύ (Moeder Gods)

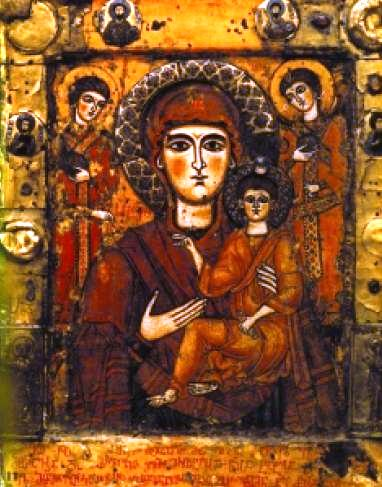
Hodegetria-icoon uit Georgië

## Voorstelling en interpretatie
De voorstelling lijkt slechts oppervlakkig op het moeder-met-kind-type dat in de iconografie van de Westerse Christenheid zo populair werd (zie Madonna (schilderkunst)). Op dit type van icoon is haast geen lichamelijk contact tussen Moeder en Kind; zij kijken elkaar niet aan.
De Maagd Maria wijst naar haar Zoon: zij toont de mensen de weg naar Hem. In vergelijking met de Pantocrator vertoont Maria's kleding net de tegengestelde kleurensymboliek: zij draagt een blauw onderkleed (zij is in de eerste plaats mens), maar een rode mantel (want God heeft haar bekleed met de hemelse liefde). Op haar schouders en hoofd heeft zij veelal drie gouden sterren: deze symboliseren haar maagdelijkheid vóór, tijdens en na de geboorte van Christus.
Het 'kind' heeft niets kinderlijks: het is een kleine volwassene, geboren met een volwassen geest, die in de linkerhand een boekrol (de Heilige Schrift) vasthoudt, en met de rechterhand een zegenend gebaar maakt (zoals de Pantocrator): dit is de Emmanuël (God-met-ons), de voorstelling van een baardeloze Christus, het symbool van de verlossing, van de tijdloze heilsbelofte van God.